# Nuevo Continente
La Emisora Nuevo Continente 1460 AM es una estación de radio de Colombia y uno de los primeros medios de comunicación para las iglesias protestantes del país, con enfoque interdenominacional.
Fundada en 1968 por los pastores Ignacio Guevara y Pat Robertson como parte de la Misión Panamericana de Colombia. Además del mensaje del Señor que predican, también se dedica a proporcionar noticias e información cultural.
En el año 2015, la emisora renovó su imagen y estilo, con el fin de infundirle un nuevo aire de modernidad a la señal que ha llegado por mucho tiempo la Palabra del Señor a los radios de la capital y de toda Colombia.

## Programación
La mayoría de la programación es propia de las producciones de cada ministerio denominacional que varían entre 5 y 30 minutos. El único programa producido y presentado de forma ininterrumpida por los locutores por la emisora es Momentos de Gozo y Alabanza trasmitido diariamente de 21:00 a 21:55 h.
Anteriormente contaban con otra franja en las tardes de información y entretenimiento llamado Alternativa 3:30 (de 15:30 a 17:30 h de lunes a viernes), hoy sustituido por otros espacios.
Para los sábados, en el horario de la mañana (8:15 a 10:30h), está la Franja Infantil destinados para los niños producidos por ministerios internacionales. Los domingos por su parte, hay trasmisiones en vivo de los cultos que desde las iglesias de Bogotá (10:00 a 12:30h) seguido luego, de la franja institucional Edictos (avisos por radio de las notificaciones emitidas por las autoridades jurídicas colombianas).